# Two Arabian Knights
Two Arabian Knights este un film american de comedie din 1927, regizat de Lewis Milestone avându-i în distribuție pe William Boyd, Mary Astor și Louis Wolheim. Este un film mut și a fost produs de Howard Hughes, fiind  distribuit de United Artists. Scenariștii au fost James T. O'Donohue, Wallace Smith și George Marion Jr. 
Filmul a câștigat singurul premiu Oscar pentru cea mai bună regie de comedie în 1929. În anul următor, AMPAS a fuzionat categoriile Cel mai bun regizor al unui film de comedie și Cel mai bun regizor al unei film dramaticpentru a forma categoria Cel mai bun regizor.

## Prezentare
În timpul primului război mondial, doi soldați americani au fost prinși în zona nimănui dintre cele două forțe combatante. Așteptându-se să moară, W. Dangerfield Phelps III (William Boyd) decide să-și îndeplinească dorința cea mai arzătoare: să-și bată sergentul pe care l-a avut tabăra de pregătire, Peter O'Gaffney (Louis Wolheim). În timp ce aceștia se luptă, germanii se strecoară și îi capturează.
Aflați într-o închisoare germană, cei doi devin prieteni când Phelps își asumă responsabilitatea pentru o caricatură deloc măgulitoare pe care a făcut-o unui gardian, decât să lase ca vina să cadă asupra lui O'Gaffney. Cei doi evadează, furând hainele albe ale prizonierilor arabi pentru a se confunda cu zăpada. Cu toate acestea, ei întâlnesc, și sunt forțați să se alăture unui grup de prizonieri arabi îmbrăcați asemănător, fiind trimiși cu trenul la Constantinopol.
Aproape de sfârșitul călătoriei lor, Phelps creează o diversiune, iar cei doi bărbați sar din tren, aterizând într-un vagon de fân. Fânul este încărcat pe o navă cu destinația Arabia, și cei doi se îndreaptă spre același loc. Fugarii sunt descoperiți, dar căpitanul (Michael Visaroff) este mulțumit când Phelps îi plătește tariful pentru amândoi.
Când o mică barcă se scufundă în apropiere, Phelps sare în apă încercând să salveze o femeie arabă, Mirza (Mary Astor). Atât el cât și femeia trebuie să fie salvați de O'Gaffney. Cei doi soldați și căpitanul tânjesc pentru afecțiunile femeii cu văl. Phelps o păcălește în cele din urmă pentru a-și îndepărta vălul și este încântat de frumusețea ei. Între timp, escorta femeii observă această situație pe care o dezaprobă. Căpitanul insistă să îi fie plătit tariful lui Mirza, dar niciunul dintre cei trei nu are bani și încearcă să îl amâne cât pot de mult.
Când ajung la destinație, căpitanul refuză să o lase pe Mirza să coboare fără să plătească, așa că O'Gaffney îl șefuiește pe casierul navei (Boris Karloff) pentru a obține banii. Mirza este întâmpinată de Shevket Ben Ali (Ian Keith); Mirza îl informează pe Phelps că tatăl ei a aranjat să se căsătorească cu Shevket și pleacă. Americanii sar peste bord atunci când căpitanul descoperă ce s-a întâmplat cu casierul lui.
Cei doi bărbați se îndreaptă spre consulul american, dar pleacă în grabă fără să-i vorbească când află că acolo se află căpitanul care deja face o plângere. Ei decid să ceară ajutorul tatălui Mirzei, emirul, care se dovedește a fi guvernatorul regiunii. Cu toate acestea, escorta Mirzei i-a spus lui Shevket că Phelps a văzut-o fără voal. Indignat, emirul îi trimite pe oamenii săi să-i aducă pe americani înapoi pentru a fi executați. Neștiind acest lucru, cei doi soldași ajung în palatul emirului. Phelps citește cu atenție avertismentul Mirzei, și cei doi evadează.
Când Phelps se hotărăște să o salveze Mirza, O'Gaffney dă dovadă de prietenie adevărată și îl însoțește. Sunt prinși de Shevket și de oamenii săi, dar când Mirza amenință că se sinucide, Shevket propune să soluționeze această situație printr-un duel în care este încărcat doar unul dintre pistoale. Phelps este de acord și trage primul; arma lui este cea descărcată. Mirza este sfătuită să părăsească încăperea. Atunci Shevket dezvăluie că ambele arme sunt goale; el nu a vrut să-și parieze viața în duelul cu un „câine”. Iese, lăsându-i pe oamenii săi să scape de Phelps. Cei doi bărbați își înving capturatorii, o iau pe Mirza și pleacă.

## Distribuție
- William Boyd în rolul W. Dangerfield Phelps III
- Mary Astor în rolul Mirzei
- Louis Wolheim în rolul sergentului Peter O'Gaffney
- Ian Keith în rolul Shevket Ben Ali
- Michael Vavitch în rolul emirului
- Michael Visaroff în rolul căpitanului
- Boris Karloff în rolul casierului
- DeWitt Jennings în rolul consulului american
- Nicholas Dunaew în rolul servitorului Mirzei
- Jean Vachon în rolul servitorului Mirzei
- David Cavendish în rolul sfetnicului emirului

## Producție
Producția a fost filmată în Statele Unite. 

## Stare de conservare
Despre acest film se știe că există doar o singură copie. Mult timp s-a crezut că este pierdut dar a fost găsit în colecția de filme a lui Howard Hughes după moartea sa. Un tipar a fost păstrată de dr. Hart Wegner de la Universitatea din Nevada, Las Vegas, un departament de restaurare a filmelor de catre Jeffrey Masino, împreună cu un alt film produs de Hughes, The Racket (1928).
În 2004 și 2006, Turner Classic Movies a difuzat The Racket, Two Arabian Knights și The Matting Call (1928), prima prezentare a celor trei filme în ultimele decenii.